# Valeriu Nemerenco
Valeriu Nemerenco (n. 22 aprilie 1959) este un politician din Republica Moldova, deputat în parlament între 2009 și 2012.